# Tegu
Tegu (korejsky 대구; 大邱) je město v Jižní Koreji, čtvrté největší podle počtu obyvatel. Leží v provincii Severní Kjongsang, ale není její součástí, má status metropolitního města.
Tegu je hned po Soulu a Pusanu třetí největší městskou aglomerací v Jižní Koreji, čtvrtou největší metropolí v Jižní Koreji s více něž 2,3 miliony rezidenty a po Pusanu je druhým největším městem v regionu Jongnam. Tegu a okolní provincii Severní Kjongsang je často přezdíváno Tegu-Kjongbuk s celkovou populací přes 5 milionů.
Tegu leží v jihovýchodní Koreji zhruba 80 km od pobřeží v blízkosti řeky Kumgang a jejího hlavního toku řeky Nakdong mezi provinciemi Severní Kjongsang a Jižní Kjongsang. Za starověku patřilo území města Tegu pod jedno z původních království Jinhan. Později bylo město připojeno pod správu království Silla, které sjednotilo Korejský poloostrov. Za dynastie Čoson bylo město hlavním městem provincie Kjongsang, jedné z osmi tradičních provincií státu.
Během 60. a 80. let 20. století bylo Tegu ekonomickým motorem Korejské republiky. Vlhké subtropické klima Tegu je ideální pro produkci vysoce kvalitních jablek, odkud se bere i přezdívka města „Město jablek“. Tagu je také známé jako „Textilní město“, jelikož textilky byly pilířem průmyslu města. Se zřízením Tagu-Kjongbungské volné ekonomické zóny se Tagu dnes zaměřuje na módu a špičkové technologie.
Tagu bylo hostitelským městem 22. kongresu Světové energie a od 27. srpna do 4. září 2011 se zde konalo 13. mistrovství světa v atletice na stadiónu Daegu World Cup Stadium.
V roce 2002 se zde také odehrály 4 zápasy FIFA World Cup.

## Historie

### Doba prehistorická a raná historie
Archeologické nálezy na území Tegu dokazují velké množství osad a hřbitovů z předhistorického období Mumun (okolo 1500-300 př.n.l.). Některé z dřívějších nálezů Mumun osad v provincii Kjongsang byly nalezeny v Siji-dongu a Sobjon-dongu. Dongčon-dong je jedna z původních vesnic, které byly na území objeveny. Dongčchon-dong je datován do období středního Mumunu (okolo 850-550 př.n.l.) a byly zde nalezeny pozůstatky prehistorických polozemnic a zemědělských polí. Megalitické pohřebiště (dolmeny) byly ve vysokém množství nalezeny roztroušené po celém Tegu.
Podle starověkých historických záznamů bylo Tegu během období původních Tří království (Mahan, Jinhan a Pjonhan) sídlem náčelníků opevněných měst známé jako Talkubol. Území bylo pohlceno Sjednocenou Sillou kolem 5. století. Pozůstatky hradeb jsou stále viditelné a drobné nálezy tohoto období byly vykopány na území dnešního parku Dalsong. 

### Silla
Silla zvítězila ve sjednocování korejského poloostrova poražením ostatních království Päkče a Kogurjo v pozdním 7. století, částečně díky pomoci čínské dynastie Tchang. Krátce poté, přesněji roku 689, sillský král Sinmun uvažoval nad přesunutím hlavního města z Kjongdžu do Tegu, ale nebyl schopen tak učinit. Tento záměr je známý jen díky jediné větě v kronice Samguk sagi, nejcennějším historickém zápisu korejského starověku od korjoského historika Kim Pu-sika. Předpokládáme, že návrh byl poháněný touhou sillského krále obnovit svou autoritu. Centrum státu se ale nezdařilo přesunout kvůli silnému odporu kjongdžuských politických elit. Tegu dostalo své dnešní jméno roku 757.

### Pozdní Tři království a Korjo
Během pozdních Tří království, 892-936, bylo Tegu oficiálně pod správou Pozdního Päkče. Roku 927 bylo severní Tegu centrem Bitvy o horu Gong, kde se utkaly síly Korja pod vedením Wang Kŏna a síly Pozdního Päkče pod vedením Kjon Hwona. V bitvě byla armáda Korja poražena a Wang Kŏn vyvázl živý jen díky hrdinskému činu svého generála Sin Sung-kjoma. Už touto dobou ale nejspíše zvěrstva armád Pozdního Pakče obrátily sympatie civilistů k Wang Kŏnovi, který se později stal králem Korja.
V severním Tegu dnes stojí socha opěvující statečný čin generála Sin Sung-kjoma upomínající známou bitvu.
Za Korja byla první edice kroniky Triptaka Koreana uchována v Tegu, v chrámu Puinsa. Tato edice byla bohužel zničena, když byl r. 1254 chrám stržen během Mongolských invazí do Koreje.

### Čoson
Během vlády dynastie Čoson Tegu sloužilo jako důležité transportní centrum, jelikož leželo uprostřed Velké Jongnamské cesty, která vedla mezi Soulem a Pusanem.
Roku 1601 se Tegu stalo hlavním administrativním městem jedné z původních 8 provincií, provincie Kjongsang, kam patří dnešní Tagu, Pusan, Ulsan, provincie Severní Kjongsang a provincie Jižní Kjongsang. Zhruba touto dobou se město začalo rozrůstat do jednoho z větších a důležitějších měst státu. Statut městu zůstal dalších 300 let a roku 1896 bylo město transformováno do hlavního města provincie Kjongsangbuk-do (provincie Severní Kjongsang) a Kjongsangnam (provincie Jižní Kjongsang).
První pravidelné trhy v Tegu byly zavedeny za pozdního Čosonu. Nejslavnější z nich je Jangnjongsi specializovaný na přírodní medicínu. Jangnjongsi se stal centrem bylinného obchodu v Čosonu a dokonce přilákal zákazníky ze sousedních států. Obchodníci z Japonska, kterým bylo zapovězeno opustit údolí řeky Nakdong najímali poslíčky, kteří navštěvovali tržiště v jejich zastoupení. Tržiště Somun, které stálo při západní bráně do města bylo jedno ze tří nejvyhledávanějších tržišť za dynastie Čoson. 

### Korejské císařství a koloniální vláda
Japonský imperialismus donutil Koreu otevřít dveře světovému obchodu koncem 19. století. Roku 1895 se Tegu v rámci reforem „kabo“ stalo centrem jedné z prvních moderních poštovních stanic státu.
Na počátku konce 90. let 19. stol. do Tegu začalo proudit rostoucí množství zahraničních obchodníků a dělníků, což zapříčinilo moderní transformaci města do centra nově vystavěné linky Kjongpu, hlavní železnice spojující Soul a Pusan.
Roku 1905 byla zničena původní starověká pevnost. K upomínce stržené pevnosti jsou dnes ulice v okolí, kde pevnost stávala pojmenovány Puksongno, Namsongno, Tongsongno a Soeongno, v překladu „ulice severní pevnosti“, „ulice jižní pevnosti“, „ulice východní pevnosti“ a „ulice západní pevnosti“.
Hnutí za nezávislost proti nadvládě začalo v Tegu fungovat už počátkem roku 1898, když byla ve městě založena odnož Klubu Nezávislosti. Roku 1907 se přiblížil zánik Korejského císařství, a tak místní občané vedení Seo Sang-donem zorganizovali Hnutí za splacení národního dluhu. Hnutí se rychle rozšířilo po celém státu a spousta občanů darovala části svého majetku za účelem splatit národní dluh. Občanská povstání pokračovala i po roce 1910, a dokonce i po Japonské anexi Koreje, zvláště během Hnutí 1. března roku 1919. Tehdy se v Tegu odehrály čtyři velké protesty, do kterých se zapojilo až 23 000 občanů.

### Po roce 1945
Roku 1945 se v Tegu odehrál Tegugský říjnový incident, který byl jedou z nejzávažnějších veřejně sledovaných událostí od založení Korejské republiky. 1. října 1945 korejská národní policie zabila tři studenty během protestů a zranila spoustu dalších. 28. února 1960 se také ve městě odehrála jedna z demonstrací předcházející prezidentským volbám téhož roku.
Velké množství bojů Korejské války se odehrálo v okolí řeky Nakdong. Tegu leželo uvnitř Pusanského perimetru, takže zůstalo v rukou Jižní Koreje po celou dobu války. Boje, které zabránily severokorejským vojákům překročit řeku Nakdong jsou dnes známe jako Bitva o Tegu.
V druhé polovině 20. stol. město prošlo rapidním růstem a jeho populace narostla více než desetkrát od konce Korejské války. Městu bylo politicky nadržováno během 18letého období vlády prezidenta Pak Čong-huiho, protože bylo jeho politickou základnou. Tegu dnes vyniká konzervativními politickými ideály a hnutími, a je politickou základnou pro Stranu lidové moci.
V 80. letech 20. stol. se Tegu oddělilo od Kjongsangbuk-do a stalo se samostatně spravovanou jednotkou na úrovni provincie a bylo zaregistrováno jako metropolitní město roku 1995. Dnes je Tegu třetí největší metropolí v Koreji s přihlédnutím k populaci a k obchodu.
Od 90. let 20. stol. Tegu zažilo hned dvě z jihokorejských největších veřejných katastrof. Plynová exploze v Tegu roku 1995, kde zemřelo 101 lidí a Tegugský požár metra z roku 2003, kde zemřelo 192 lidí.
V únoru 2020 bylo Tegu epicentrem pandemie covidu-19 v Jižní Koreji.

## Geografie

### Topografie
Tegu leží v údolí obklopeném horami: Palgoksan ze severu, Bisulsan z jihu, Warjongsan ze západu a množstvím menších hor z východu. Řeka Kumgang protéká okolo severních a východních okrajů města a propojuje se s řekou Nakdong na západu města.

### Klima
Většina území města Tegu leží v subtropickém pásu (Köppen Cwa). Podle Holdridgovi klimatické klasifikace se Tegu řadí do skupiny s teplými teplotami a vlhkými lesy. Hory obklopující údolí v létě drží horký a vlhký vzduch, podobně se zde v zimě drží studený vzduch. Území je po většinu roku zalité sluncem a srážky se objevují spíše jen během období dešťů v létě. Data nasbíraná od roku 1961 ukazují, že nejchladnějším měsícem v Tegu je leden s průměrnou teplotou 0,6 °C a nejteplejším měsícem je srpen s průměrnou teplotou 26,4 °C. Nejnižší doložená teplota ve městě je −20,2 °C a nejvyšší teplota je 40,0 °C. V roce 2014 vedly vysoké teploty k rozšíření nového termínu Tefrika (대프리카, Tegu+Africa), který se používal v internetových komunitách, médiích, a i v reportážích o počasí atd. Léta v Tegu jsou jedny z nejteplejších na Korejském poloostrově.
Počasí v okresu Kunwi, které leží v severní části Tegu, a které bylo připojeno k Tegu z provincie Severní Kjongsang v červenci 2023, je odlišné od počasí většiny ostatních částí Tegu. Kunwi se rozkládá na hranici mezi vlhkým kontinentálním pásem a vlhkým subtropickým pásem a jsou zde chladnější zimy, než v ostatních částech Tagu.

## Doprava
Na území města je mezinárodní letiště Tegu vzdálené od centra přibližně pět kilometrů na severovýchod, které odbaví více než 1 milion cestujících ročně. Přes Tegu vede železniční trať Soul – Pusan. Ve městě také funguje metro, které má 3 linky.

## Partnerská města
- Almaty, Kazachstán (26. listopad 1990)
- Atlanta, Spojené státy americké (10. listopad 1981)
- Čcheng-tu, Čína (10. listopad 2015)
- Čching-tao, Čína (4. prosinec 1993)
- Hirošima, Japonsko (2. květen 1997)
- Milán, Itálie (2. červenec 2015)
- Minas Gerais, Brazílie (21. červen 1994)
- Ning-po, Čína (8. červen 2013)
- Oslo, Norsko (3. duben 1998)
- Petrohrad, Rusko (3. listopad 1997)
- Plovdiv, Bulharsko (14. říjen 2002)
- Tchaj-pej, Tchaj-wan (4. listopad 2010)